# Mattias Steuchius
Mattias Steuchius, né le 26 octobre 1644 à Fogdö et mort le 2 août 1730 à Uppsala, est un ecclésiastique protestant suédois. Il est évêque du diocèse de Lund de 1694 à 1714 et archevêque d'Uppsala de 1714 à sa mort.

## Biographie
Steuchius grandit à Härnösand, dans le nord de la Suède, où son père Petrus Steuchius est surintendant. Il est consacré pasteur en 1672 et participe au Riksdag des États en 1672 et 1675. En 1676, il devient professeur de logique et de métaphysique à l'université d'Uppsala. Il se marie en 1680. En 1683, son père meurt et Mathias le remplace. Il travaille comme surintendant pendant douze ans et s'efforce de convertir le peuple sami.
En 1693, il est nommé docteur en théologie à Uppsala, et en 1694, il est promu professeur. Mais en juin 1694 déjà, il est convoqué à Lund pour y être nommé évêque. À la mort de Haquin Spegel, Steuchius est élu nouvel archevêque en 1714. Il conserve cette fonction jusqu'à sa mort en 1730. Son fils, Johannes Steuchius, lui succède.